# Окуджава Важа Михайлович
Окуджава Важа Михайлович (12 травня 1930, Тбілісі, Грузія — 17 березня 2011) — грузинський нейрофізіолог, академік АН Грузинської РСР.

## Біографія
Народився в сім'ї грузинського комуністичного діяча Михайла Окуджави, розстріляного 1937 року. У той час також було розстріляно дядька Важі — Шалву Окуджаву, батька радянського поета та барда Булата Окуджави.
Важа Окуджава закінчив 1953 року Тбіліський медичний інститут. У 1954—1967 роках працював в Інституті фізіології АН Грузинської РСР, де у 1961—1967 роках завідував лабораторією. 1968 року працював у США в лабораторії імені Чарлза Шеррінгтона.
У 1969—1976 роках працював в Інституті неврології.
З 1979 року був обраний ректором та професором Тбіліського державного університету.
У 1969 році обраний академіком АН Грузинської РСР, а в 1974—1977 — академіком-секретарем Відділення проблем медицини.
1980 року нагороджений орденом Трудового Червоного Прапора.

## Науковий внесок
Вивчав процеси гальмування та збудження в головному мозку. Досліджував механізми епілептичної активності.

## Наукові праці
- Окуджава В. М. Основные нейрофизиологические механизмы эпилептической активности. — Тбилиси: Наука, 1969. — 302 с.
- «Медленные» потенциалы ринальной области коры кошек при тестировании зрительной памяти узнавания / В. М. Окуджава, Т. А. Натишвили, Т. Т. Гурашвили, С. А. Чипашвили, Т. И. Багашвили, Г. Т. Андроникашвили, Г. Г. Квернадзе, К. Ш. Гогешвили, М. В. Окуджава // Нейрофизиология. — 2009. — Т. 41, № 4. — С. 327—335.